# Honkasaari (ö i Finland, Kymmenedalen, Kouvola, lat 61,11, long 26,79)
Honkasaari är en ö i Finland. Den ligger i sjön Vuohijärvi och i kommunen Kouvola i den ekonomiska regionen  Kouvola ekonomiska region  och landskapet Kymmenedalen, i den södra delen av landet, 140 km nordost om huvudstaden Helsingfors. Öns area är 1,4 hektar och dess största längd är 250 meter i sydöst-nordvästlig riktning.